# Доњи Добрун
Доњи Добрун је насељено мјесто у општини Вишеград, Република Српска, БиХ. Према попису становништва из 1991. у насељу је живјело 367 становника.

## Становништво
Према попису становништва из 1991. године, мјесто је имало 367 становника.
| Националност       | 1991.        |
| Срби               | 99 (26,97%)  |
| Муслимани          | 260 (70,84%) |
| Хрвати             | 1 (0,27%)    |
| Југословени        | 2 (0,54%)    |
| остали и непознато | 5 (1,36%)    |
| Укупно             | 367          |

| Демографија- | Демографија- | Демографија- |
| Година       | Становника   | Становника   |
| ------------ | ------------ | ------------ |
| 1981.        | 0            |              |
| 1991.        | 364          |              |